# New London Northern Railroad
Die New London Northern Railroad (NLNR) ist eine ehemalige Eisenbahngesellschaft in Connecticut, Massachusetts und Vermont (Vereinigte Staaten). Sie bestand als eigenständige Gesellschaft bis 1951.

## Geschichte

### Streckenbau
Die Gesellschaft wurde im Mai 1847 zunächst als New London, Willimantic and Springfield Railroad gegründet. Man beabsichtigte, eine normalspurige Eisenbahnstrecke von New London nach Springfield zu bauen. Da das Ziel der Bahn kurz darauf geändert wurde, und nun Palmer der nördliche Endpunkt sein sollte, benannte man im Mai 1848 die Gesellschaft entsprechend in New London, Willimantic and Palmer Railroad um. Der Bahnbau begann noch im gleichen Jahr und im September 1850 war die Strecke bis Palmer fertiggestellt.
Die New London Northern Railroad wurde am 31. Mai 1860 gegründet und erwarb am 1. April 1861 die zwei Jahre zuvor in Konkurs gegangene New London, Willimantic and Palmer. Man beabsichtige inzwischen, eine durchgehende Bahnverbindung von New London (Connecticut) bis nach Vermont zu schaffen. Die nördliche Fortsetzung bis Amherst (33 km) bildete die Amherst, Belchertown and Palmer Railroad, die im Mai 1864 an die New London Northern angegliedert wurde.
Den Lückenschluss von Amherst bis Miller’s Falls stellte die NLNR in eigener Regie her und eröffnete den Abschnitt 1867, wodurch sich die Gesamtlänge der Strecke auf etwa 161 Kilometer vergrößerte. Außerdem pachtete die NLNR die Ware River Railroad ab 1868, die eine Zweigstrecke von Palmer nach Winchendon bauen wollte und 1870 bis Gilbertville den Bahnbetrieb eröffnete. Ab dem 1. April 1873 übernahm jedoch die Boston and Albany Railroad diesen Pachtvertrag sowie die Betriebsführung dieser Zweigstrecke.

### Weitere Entwicklung
Die NLNR selbst wurde am 1. Dezember 1871 durch die Vermont Central Railroad, die 1873 in Central Vermont Railroad (CV) umgegründet wurde, für 20 Jahre geleast.
Die Vermont and Massachusetts Railroad betrieb eine in Miller’s Falls von ihrer in Ost-West-Richtung verlaufenden Hauptstrecke abzweigende Bahn nach Brattleboro. Diese Zweigstrecke war durch die CV bereits Anfang 1871 gepachtet worden, wodurch nun ein durchgehender Verkehr von New London nach Brattleboro möglich war. Die NLNR kaufte die Zweigstrecke nach Brattleboro schließlich am 1. Mai 1880. Die Gesamtlänge der Bahnstrecke New London–Brattleboro beträgt 195 Kilometer.
Im Februar 1880 pachtete die NLNR die Brattleboro and Whitehall Railroad (später West River Railroad), die eine Schmalspurbahn von Brattleboro nach South Londonderry baute. Dieser Pachtvertrag ging am 1. Dezember 1891 auf die CV über. Am gleichen Tag verlängerte die CV den Pachtvertrag mit der NLNR auf 99 Jahre.
Zwei kurze Stichstrecken nach Fitchville (Bahnstrecke Gibbs–Fitchville) und Palmertown (Bahnstrecke Montville–Palmertown) gingen 1880 bzw. 1899 in Betrieb.
Die endgültige Fusion mit der CV erfolgte 1951. Inzwischen hatte die Canadian National Railway (CN) ihrerseits die CV übernommen. Nachdem die CN beschlossen hatte, ihre Strecken in den USA auszugliedern, übernahm die Grand Trunk Corporation auch die Strecke nach New London. Heute ist die Strecke New London–Brattleboro in Besitz der New England Central Railroad, die beiden Zweigstrecken nach Palmertown und Fitchville sind seit den 1980er Jahren stillgelegt.